# Ria Öling
Ria Noora Minerva Öling (Vaasa, 15 settembre 1994) è una calciatrice finlandese, centrocampista del Crystal Palace e della nazionale finlandese.

## Carriera

### Club
Öling si appassiona al calcio fin da giovanissima, iniziando l'attività agonistica in età prescolare con il FC Sport di Vaasa, sua città natale, e rimanendo legata alla società fino al 2008.
L'anno seguente si trasferisce al Vasa IFK (VIFK), sua prima squadra interamente femminile, dove rimane per tre stagioni affiancando presenze sia nelle formazioni giovanili che nella squadra titolare dove, a 14 anni, fa il suo debutto in Naisten Kakkosessa, terzo livello del campionato finlandese femminile di calcio.
Nel 2012 si trasferisce al PK-35 Vantaa campione di Finlandia 2011, squadra con la quale disputa la Naisten Liiga, massimo livello della piramide calcistica femminile finlandese, e ha l'opportunità di debuttare in UEFA Women's Champions League l'11 agosto 2012, in occasione della fase di qualificazione dell'edizione 2012-2013, nell'incontro vinto per 6-0 sulle moldave del Noroc Nimoreni Durante la stagione viene ceduta in prestito al Vantaan Jalkapalloseura (VJS), sua squadra satellite, prima di ritornare al Vasa IFK (VIFK), salita intanto in Naisten Ykkönen (secondo livello), dove si mette in luce venendo eletta migliore giocatrice del girone nord (Pohjoisen) della stagione.
Nel dicembre 2013 lascia la società per sottoscrivere un contratto con il Turun Palloseura (TPS), società con la quale torna a disputare la Naisten Liiga rimanendone legata per tre stagioni, dal 2014 al 2016, e dove nella prima viene selezionata come giocatrice finlandese dell'anno dalla federazione.
A stagione conclusa, nel marzo 2017 Öling coglie l'opportunità di disputare per la prima volta in carriera un campionato all'estero, scegliendo di sottoscrivere un accordo con le spagnole del Santa Teresa, raggiungendo la sua connazionale Tia Hälinen, con la quale aveva condiviso la maglia del PK-35 Vantaa, per disputare la seconda parte della stagione 2016-2017. Fa il suo debutto in Primera División, massimo livello della struttura del torneo, nel corso del campionato, accumulando 8 presenze prima della sua conclusione e aiutando le compagne a mantenere una posizione di media classifica, la nona, che le garantisce un'agevole salvezza.
Con il termine del campionato Öling fa ritorno al TPS, dove gioca il resto del campionato siglando 12 reti su 11 incontri.
Del marzo 2018 è il suo nuovo accordo di trasferimento, una nuova avventura all'estero con il Brøndby, società con la quale disputa la seconda parte dell'edizione 2017-2018 dell'Elitedivisionen, livello di vertice del campionato danese, all'inseguimento della difesa del titolo con le eterne rivali del Fortuna Hjørring, con la squadra che in campionato si deve accontentare del secondo posto ma che vince la finale di Coppa battendo per 3-0 le avversarie del Kolding IF con una doppietta di Öling.

### Nazionale
Öling viene convocata dalla Federcalcio finlandese (SPL/FBF), fin dal 2009, inizialmente facendo la trafila delle giovanili, vestendo la maglia della formazione Under-17, per passare alla Under-19 che disputa le qualificazioni all'Europeo del Galles 2013. In quell'occasione condivide il percorso della sua nazionale che dopo aver ottenuto l'accesso alla fase finale, con una vittoria e due pareggi supera la fase a gironi al secondo posto del gruppo B dietro la Germania ma viene eliminata dall'Inghilterra in semifinale.
Il risultato permette comunque alla Finlandia di accedere al Mondiale di Canada 2014 con una formazione Under-20. Convocata in Canada, matura due presenze prima che la Finlandia, inserita nel gruppo A con Canada, Corea del Nord e Ghana, perdendo tutti e tre gli incontri venisse eliminata già alla fase a gironi.
Nel novembre 2014 è convocata dal commissario tecnico Andrée Jeglertz nella nazionale maggiore, in occasione di un'amichevole, tuttavia Jeglertz la impiega per la prima volta qualche mese più tardi, nel febbraio 2015, per poi inserirla nella rosa delle calciatrici che partecipano all'edizione 2015 della Cyprus Cup
Da allora le sue convocazioni si fanno frequenti, con Jeglertz che la convoca nuovamente durante le qualificazioni all'Europeo dei Paesi Bassi 2017, durante le quali, il 17 settembre 2015, va a segno per la prima volta in un torneo ufficiale siglando la rete che al 67' fissa il risultato nell'incontro con il Montenegro.
L'arrivo del CT Marko Saloranta nel 2017, quello stesso anno rilevato da Anna Signeul, non mutano la fiducia dei tecnici nella centrocampista, alternando presenze nelle amichevoli con la convocazione alle edizioni 2019 e 2020 della Cyprus Cup, dove nella seconda va a segno per due volte, miglior marcatrice della Finlandia assieme a Kaisa Collin, tornando al gol in un torneo UEFA l'8 ottobre 2019, quello del parziale 4-0 nell'incontro, valido per le qualificazioni all'Europeo di Inghilterra 2022, vinto per 8-1 sull'Albania.

## Palmarès
- Campionato danese: 1

Brøndby: 2018-2019
- Campionato finlandese: 1

PK-35 Vantaa: 2012
- Campionato svedese: 2

Rosengård: 2021, 2022
- Coppa di Finlandia: 1

PK-35 Vantaa: 2012
- Coppa di Danimarca: 1

Brøndby: 2017-2018
- Coppa di Svezia: 1

Rosengård: 2021-2022